# Fundo (arquivística)
Em arquivística ou arquivologia, fundo refere-se a um conjunto de documentos, independente de sua forma ou suporte, organicamente produzido e/ou acumulado e utilizado por um indivíduo, família ou entidade coletiva no decurso das suas atividades e funções.